# Lycaena ashretha
Lycaena ashretha är en fjärilsart som beskrevs av Evans 1925. Lycaena ashretha ingår i släktet Lycaena och familjen juvelvingar. Inga underarter finns listade i Catalogue of Life.